# Céline Lebrun
Céline Lebrun (Parigi, 25 agosto 1976) è un'ex judoka francese.

## Palmarès
- Giochi olimpici

Sydney 2000: argento nei 78 kg.
- Mondiali

Birmingham 1999: bronzo nei 78 kg.
Monaco di Baviera 2001: oro nell'Open, bronzo nei 78 kg.
Il Cairo 2005: bronzo nei 78 kg.
- Europei

Ostenda 1997: bronzo nei +72 kg.
Oviedo 1998: argento nei 78 kg.
Bratislava 1999: oro nei 78 kg.
Breslavia 2000: oro nei 78 kg.
Parigi 2001: oro nei 78 kg.
Maribor 2002: oro nei 78 kg.
Düsseldorf 2003: bronzo nei 78 kg.
Rotterdam 2005: oro nei 78 kg.
Tampere 2006: argento nei 78 kg.